# Jiraiya (Naruto)
Jiraiya (自来也) is een personage uit de manga- en animeserie Naruto.
Jiraiya's naam is dezelfde als die van het hoofdpersonage uit het oeroude Japanse volksverhaal Jiraiya Goketsu Monogatari (Het Verhaal van de Galante Jiraiya). De Jiraiya uit dat verhaal specialiseerde zich in paddenmagie en was verliefd op Tsunade, die hem altijd afwees. Zijn naam betekent 'komt af en toe': dat slaat op zijn rol in de serie, waarbij hij zo nu en dan naar Konoha komt. De kanji (Japanse letter) op zijn voorhoofdbeschermer betekent abura (olie).

## Achtergrond
Als kinderen waren Tsunade, Orochimaru en Jiraiya studenten van de Sandaime Hokage. Omdat hij bekendstond als 'de beste ninja ooit' waren de drie dan ook zeer goede shinobi. De Rain ninja Hanzo gaf ze daarom de bijnaam Three Legendary Ninja (Densetsu no Sannin) nadat hij ze had verslagen in een gevecht. Dit was tijdens een oorlog die Konoha schijnbaar met Ame (Rain) voerde.
Een tijdje na die oorlog pikte Jiraiya drie weesjes van de straat op die hem vroegen om hen Ninjutsu te leren. Dat waren Nagato, Konan en Yahiko. Hij trainde de wezen voor drie jaar en leerde hen ninjutsu. Nadat ze hun krachten hadden bewezen en een Kage Bunshin (shadow clone) van Jiraiya konden verslaan, liet hij hen achter.
Nadat Jiraiya de rank Jounin (hooggerankte ninja) had bereikt, kon hij op gaan treden als Jounin Sensei voor een team van drie Genin. Dat waren Namikaze Minato (vierde/yondaime hokage) en twee onbekende andere Genin. Jaren later, toen Orochimaru Konoha verraadde en verliet, probeerde Jiraiya hem terug te halen. Orochimaru weigerde terug te komen en viel Jiraiya aan en keerde daarmee definitief zijn rug naar Konoha. Jiraiya probeerde een reden te vinden voor Orochimarus verraad, maar besefte dat zijn vriend en oude teamgenoot niet meer terug zou komen. Jiraiya voelde zich verantwoordelijk voor Orochimaru en verliet het dorp om Orochimaru en de organisatie waar hij bij was gekomen, Akatsuki, in de gaten te kunnen houden. Jiraiya was hierdoor niet in staat om de wens van de Sandaime Hokage te vervullen door in Orochimarus plaats Godaime Hokage te worden.

## Persoonlijkheid
Ondanks dat hij Konoha verlaten heeft, heeft Jiraiya nog steeds een sterke band met zijn thuis. Toen Orochimaru met troepen van de stad Oto en de stad Suna Konoha binnenviel, kwam Jiraiya helpen met de verdediging. Maar hierna moest een nieuwe Hokage worden gevonden omdat de Sandaime dood was. Jiraiya werd gevraagd, maar weigerde en ging op zoek naar Tsunade, zodat zij uiteindelijk Sandaimes wens kon vervullen. Hij vindt Tsunade, maar doorziet dat ze Orochimaru wil gaan helpen met het genezen van zijn armen, die de Sandaime onbruikbaar had gemaakt. Orochimaru bood Tsunade de terugkeer van haar overleden dierbaren aan en Tsunade wilde er wel op in gaan, maar Jiraiya zei haar dat hij haar zou vermoorden als ze Konoha verraadde. Tsunade besefte wat ze eigenlijk wilde gaan doen en ging op weg om tegen Orochimaru te kunnen vechten. Jiraiya hielp haar en ze versloeg Orochimaru in een gevecht.
Jiraiya is een ontzettend perverse man en dat geeft hij openlijk toe. Zijn grootste hobby is het bespioneren van blote vrouwen en hiervoor heeft hij zelfs een jutsu gecreëerd: de Transparent Escape Technique(Tōton Jutsu) om het hem mogelijk te kunnen maken ongezien blote vrouwen te bekijken, naar eigen woorden voor onderzoek. Hij schaamt zich niet voor zijn perversie, maar wil niet in het openbaar Perverted Hermit (Pervert-sennin) genoemd worden. Uzumaki Naruto, die vaak met hem meegaat op zijn reizen voor training, doet dit toch, waardoor Jiraiya vaak door de mand valt als hij gezellig met jonge meisjes staat te kletsen.
Jiraiya's perversie werkt hem ook tegen. Eigenlijk wilde hij Naruto helemaal niet trainen, maar die haalde hem over met zijn Sexy Jutsu ("Oiroke no Jutsu") waarbij hij verandert in een naakt jong meisje. Toen Akatsuki-leden Uchiha Itachi en Hoshigaki Kisame op weg waren om Naruto te vangen (omdat ze de kracht van de duivel in hem, de Kyuubi wilden hebben voor hun organisatie) zat de getalenteerde shinobi Jiraiya natuurlijk in de weg. Ze hypnotiseerden een jonge vrouw, Emi, en lieten haar Jiraiya ergens heenbrengen. Jiraiya zag erdoorheen en was net op tijd om Naruto te redden omdat hij wist dat vrouwen van nature niet op hem vallen. Zijn gespioneer kwam hem ook een keer heel slecht uit: toen hij in zijn jongere jaren Tsunade bespioneerde zag ze hem. Ze brak zijn beide armen, zes van zijn ribben en beschadigde ook nog een heleboel organen. Daarna liet ze hem achter, en Jiraiya refereert hier nog vaak naar als hij de keren dat hij bijna dood was opsomt.
Een tijdje na het verlaten van Konoha werd Jiraiya schrijver van 18+ romans waarvan de populairste Making Out Paradise (Icha Icha Paradisu)(Nederlands: Het Flirtparadijs") is (ook een favoriet van Hatake Kakashi). Deze romans beschrijven Jiraiya's afwijzingen van vrouwen op humoristische wijze. In een filler episode kan Jiraiya zijn nieuwe boek niet afschrijven en maakt Naruto het daarom af. Het boek wordt evengoed ontvangen als alle andere, waardoor Jiraiya depressief constateert dat zijn schrijfniveau niet hoger is dan dat van een 12-jarig kind. Dat de boekjes goed schijnen te verkopen ontdekt Naruto als hij Jiraiya's bankboekje doorneemt. Het boekje komt niet in beeld, maar Naruto zegt dat er érg veel nullen in staan. Ondanks deze rijkdom blijft Jiraiya geld lenen van Naruto en als Naruto zijn geld terugvraagt, verdwijnt hij steeds weer.

## Capaciteiten
Een complete demonstratie van Jiraiya's capaciteiten is nog niet gezien, maar hij heeft een reputatie van een extreem sterke shinobi. Jiraiya's reputatie is zo groot en wijd verspreid dat zelfs Uchiha Itachi zegt dat hij gewond zou raken in een gevecht tegen de legendarische ninja. Ook Hoshigaki Kisame suggereert dat Jiraiya's capaciteiten de zijne ver overstijgen. 
Jiraiya is bekend als de Toad Sage (Gama Sennin) vanwege zijn vele technieken die met kikkers en padden te maken hebben. Jiraiya kan duizenden kikkers en padden oproepen, waarvan ook de koning der paddensummonings, Gamabunta. Ook kan hij de maag van een grote, vuurspuwende pad oproepen met Summoning: Toad Mouth Bind (Kuchiyose: Gamaguchi Shibari) waarbij een paddenmaag een gebied rond Jiraiya compleet afsluit en tongen de tegenstander vastgrijpen. Ook gebruikt hij padden voor zijn eigen vervoer.
In combinatie of zonder de paddensummonings is Jiraiya in staat tot nog een hele hoop technieken. Zijn Earth Release: Swamp of the Underworld (Doton: Yomi Numa) creëert een moeras waar zijn tegenstander in wegzinkt. Ook kan hij vuur en olie spugen wat hij wil zodat hij zijn tegenstander naar gelieven kan verbranden. Ook gebruikt hij zijn haar als verdediging of als wapen.  Zijn Toad-Silhouette Control Technique (Gama Daira Kage Ayatsuri no Jutsu) stelt hem in staat zich te vermengen met schaduwen van anderen en langzaam het lichaam van de tegenstander over te nemen.
Jiraiya is ook zeer bedreven met Verzegelingstechnieken (Fuuinjutsu) en gebruikt er een heleboel door de serie heen. Als hij Naruto voor het eerst ontmoet, ontdekt hij de zegel die Orochimaru op naruto zijn buik geplaatst had, door deze zegel wordt de chakra van de kyuubi en Naruto onregelmatig gemengd.
Jiraiya verwijdert deze zegel met een "Five element unsealer" (Gogyo kaiin). hierna mengt de chakra van de kyuubi en Naruto weer regelmatig waardoor naruto zijn chakra weer effectief kan gebruiken.

## Plot
Jiraiya verzorgt voor het grootste deel de training van Naruto in de serie, zoals het aanleren van technieken als de Rasengan en de Summoning Technique (Kuchiyose no Jutsu). Door de lange tijd die ze samen zijn geweest ziet Jiraiya Naruto als zijn kleinzoon, net zoals hij Naruto's vader Namikaze Minato (die hij eerst trainde) een beetje als zijn zoon zag. Hij is ook een informatiebron voor Konoha die Konoha informatie verstrekt over Orochimaru of de Akatsuki. Aan het einde van Part I van de serie neemt hij Naruto mee de wereld in om hem tweeënhalf jaar training te geven. 
Na zijn terugkeer in Konoha hoort Jiraiya dat de Akatsukileider Pain zich in de Hidden Village of Rain (Amekagure no Sato) bevindt. Hij gaat naar Ame voor onderzoek en komt erachter dat Pain in staat was Hanzo te doden, de man die hem, Tsunade en Orochimaru ooit verslagen heeft. Jiraiya breekt in bij Pains schuilplaats, maar voordat hij Pain kan zien wordt hij tegengehouden door Konan. Hij schakelt haar snel uit en ziet Pain. Pain, die vroeger Nagato heette en samen met Konan en de inmiddels overleden Yahiko door Jiraiya was getraind, gaat met zijn oude leermeester in gevecht. Het gevecht is intens en Jiraiya moet zijn ultieme vorm/techniek (hermit mode) gebruiken om de strijd aan te gaan tegen Pain die immers over de Rinne'gan beschikt. Een oog techniek die in vergelijking met de andere 2 oogtechnieken, de Sharingan en de Byakugan, het sterkst is. Ter informatie, de 3 Legendary Sannin: Orochimaru, Jiraiya, Tsunade hebben allen een specifieke techniek gekoppeld aan een dier. 
Orochimaru slangen, Jiraiya Kikkers/Padden, en Tsunade Slakken. Jiraiya heeft via een voorspelling van de great Sage Toad (de baas van de kikkers) te horen gekregen dat hij de persoon is die een leerling onder zijn hoede krijgt die  of de wereld ten onder brengt en vernietigt, of de ninja-wereld verenigt zoals niemand tevoren heeft gedaan. De baas van de kikkers weet niet wie dus aan Jiraiya de zware taak waarin hij verslag uit moet brengen, en al zijn bevindingen vastleggen in een boek (een soort autobiografie van zijn leven); leuk om te vertellen is dat Uzumaki Naruto naar deze hoofdpersoon is vernoemd. (Jiraiya is op de naam gekomen tijdens het eten van ramen). 
Terugkomend op het gevecht tussen Pain en Jiraiya: zeer spannend, maar uiteindelijk blijkt nadat Pain zijn ultieme geheim (the six ways of pain heeft laten zien) 6 personen die allen over: 1 een unieke set of skills bezitten, en allen de rinne'gan dragen, waardoor ze zonder iets te zeggen op een bepaalde wijze communiceren met elkaar. Waardoor het in principe onmogelijk is om van ze te winnen, met ze alle 6 bij elkaar blijven natuurlijk. Jiraiya wordt verslagen, maar heeft uiteindelijk het ware geheim achter de persoon die de ninja wereld kan vernietigen of verenigen verkeerd geïnterpreteerd dit is niet Pain maar Uzumaki Naruto. Hij sterft met de gedachte dat Naruto zijn werk afmaakt en is blij dat hij de spirit heeft gehad om door te gaan tot het laatst eind, een spirit die zijn leerling ook altijd laat zien: geef nooit op.